# Severina Luna de Orosa
Severina Luna de Orosa (Batangas, 11 de febrero de 1890 - Manila, 23 de mayo de 1984) fue una médica y escritora filipina, declarada hispanista y ganadora del premio Zobel el año de 1982. Compartía intereses y pasiones con su marido, Sixto Y. Orosa, que también consiguió el premio Zobel por una creación literaria en español. Dos de sus cinco hijos fueron la coreógrafa Leonor Orosa y la escritora Rosalinda Orosa.

## Biografía
Severina era hija de Remigio Luna y Rafaela Dinglasan. Se licenció como la mejor de su promoción en la facultad de Medicina de la Universidad de Filipinas en Manila, en la que llegaría a impartir clases, concretamente durante los años 1914 y 1915. Un año después ella y su marido se mudaron a Jolo (Sulu), como primeros médicos cristianos en una zona musulmana. Ella colaboró con su marido en el hospital de Sulu, del que él era director, haciendo labores de ginecología y cirugía.
En 1926 fue nombrada directora médica para las escuelas de Manila, y posteriormente dirigió el área de Maternidad y Geriatría del hospital de Bacolod.

## Creación literaria
Mientras realizaba su trabajo médico, Severina también escribía para el Heraldo de Filipinas, inicialmente en español. Por consejo de su hija, la escritora y periodista Rosalinda L. Orosa, también receptora del premio Zobel, comenzó a traducir sus creaciones al tagalo y al inglés, así como haría más tarde en el sentido contrario, traduciendo algunas de sus obras en inglés al español (por ejemplo, Almost Within Grasp) cuando ya tenía más de 93 años.
Severina estaba muy preocupada por la educación sexual y escribió mucho al respecto, como la obra Sex Education in the Home, sobre el importante tema de la educación sexual en el seno de la familia, que ella invitaba a abordar a los padres.

## Obra (selección)
- Durante su larga vida escribió gran cantidad de obras y artículos en español, en tagalo y en inglés,[3] sobre salud sexual, salud en general, sobre la mujer y la maternidad, o sobre José Rizal, entre otros.

## Premios y reconocimientos (selección)
- 1962: La Universidad de Filipinas les dio el premio Padres del año a ella y su marido, Sixto Y. Orosa, con el que tenía 5 hijos.[4]
- 1963: La Asamblea Cívica de la Mujer de Filipinas les concedió el premio Familia del año.
- 1982: Premio Zobel